# Juniata Terrace, Pennsylvania
Juniata Terrace, Pennsylvania (енгл. Juniata Terrace) град је у америчкој савезној држави Пенсилванија.

## Демографија
По попису из 2010. године број становника је 542, што је 40 (8,0%) становника више него 2000. године.
| Група             | 2000.       | 2010.       |
| Белци             | 490 (97,6%) | 526 (97,0%) |
| Афроамериканци    | 7 (1,4%)    | 0 (0,0%)    |
| Азијати           | 0 (0,0%)    | 1 (0,2%)    |
| Хиспаноамериканци | 2 (0,4%)    | 8 (1,5%)    |
| Укупно            | 502         | 542         |